# Marcel Dib
Pour les articles homonymes, voir Dib.
Marcel Dib, né le 10 août 1960 à Marseille, est un footballeur professionnel international français d'origine syrienne qui évoluait au poste de milieu relayeur. Il occupe aujourd'hui le poste de directeur sportif au Aubagne FC.

## Biographie
Marcel Dib arrive au SC Toulon en 1981 et commence la saison suivante en Division 2, à l'issue de laquelle le club varois monte en Division 1. Marcel découvre donc l'élite lors de la saison 1983-1984 et réalise deux saisons pleines en tant que milieu défensif.
Ses performances sont telles qu'il attire l’œil de grands clubs, et c'est ainsi qu'il débarque à l'AS Monaco en 1985 et forme alors, avec Claude Puel, un tandem de milieux défensifs redoutables. À Monaco, il côtoie le très haut niveau, se forge la plus grande partie de son palmarès et connaît les honneurs de la sélection nationale le 23 mars 1988 contre l'Espagne et une victoire 2-1.
Lors de la finale de la Coupe de France 1988-1989, il marque, avec l'AS Monaco deux buts contre l'Olympique de Marseille, le club de son cœur. Il ne peut éviter la défaite de son équipe et la presse parlera de lui comme le héros malheureux de cette finale.
En 1993, il tente l'aventure aux Girondins de Bordeaux, mais ne reste qu'une saison pour rejoindre ensuite le club de sa ville natale, l'Olympique de Marseille, rétrogradé en Division 2 à la suite de l'affaire OM-VA, pour aider à la remontée du club en Ligue 1. Il en devient le capitaine et l'un des symboles avec notamment Bernard Casoni. En 1996, il arrête sa carrière professionnelle une fois réussie la mission de ramener le club phocéen en première division.
Il est nommé directeur sportif de l'Olympique de Marseille en mai 1996, pour trois ans. 
Depuis 2016, il tient la plage privée Le Tiki beach à Saint-Cyr-Les-Lecques dans le Var.

## Palmarès

### En club
- Champion de France en 1988 avec l'AS Monaco
- Vainqueur de la Coupe de France en 1991 avec l'AS Monaco
- Vainqueur du Trophée des Champions en 1985 avec l'AS Monaco
- Champion de France de Division 2 en 1995 avec l'Olympique de Marseille
- Finaliste de la Coupe des Coupes en 1992 avec l'AS Monaco
- Vice-champion de France en 1991 et en 1992 avec l'AS Monaco
- Finaliste de la Coupe de France en 1989 avec l'AS Monaco
- Vice-Champion de France de Division 2 en 1983 avec le SC Toulon et en en 1996 avec l'Olympique de Marseille

### En équipe de France
- 6 sélections entre 1988 et 1990[2]
- Vainqueur du Tournoi du Koweït en 1990

## Statistiques

### Matchs internationaux
| Matchs internationaux de Marcel Dib | Matchs internationaux de Marcel Dib | Matchs internationaux de Marcel Dib                 | Matchs internationaux de Marcel Dib | Matchs internationaux de Marcel Dib | Matchs internationaux de Marcel Dib | Matchs internationaux de Marcel Dib                           |
| #                                   | Date                                | Lieu                                                | Adversaire                          | Résultat                            | Compétition                         | Notes                                                         |
| ----------------------------------- | ----------------------------------- | --------------------------------------------------- | ----------------------------------- | ----------------------------------- | ----------------------------------- | ------------------------------------------------------------- |
| 1                                   | 23 mars 1988                        | Parc Lescure, Bordeaux, France                      | Espagne                             | V 2 - 1                             | Match amical                        | Entre en jeu à la place de Dominique Bijotat à la 85e minute. |
| 2                                   | 28 septembre 1988                   | Parc des Princes, Paris, France                     | Norvège                             | V 1 - 0                             | Éliminatoires Coupe du monde 1990   | Titulaire.                                                    |
| 3                                   | 22 octobre 1988                     | Stade Makarion, Nicosie, Chypre                     | Chypre                              | N 1 - 1                             | Éliminatoires Coupe du monde 1990   | Titulaire.                                                    |
| 4                                   | 19 novembre 1988                    | Stadion JNA, Belgrade, Yougoslavie                  | Yougoslavie                         | D 2 - 3                             | Éliminatoires Coupe du monde 1990   | Titulaire.                                                    |
| 5                                   | 21 janvier 1990                     | Stade Al-Sadaqua Walsalam (en), Koweït City, Koweït | Koweït                              | V 1 - 0                             | Tournoi du Koweït                   | Titulaire.                                                    |
| 6                                   | 24 janvier 1990                     | Stade Al-Sadaqua Walsalam (en), Koweït City, Koweït | Allemagne de l'Est                  | V 3 - 0                             | Tournoi du Koweït                   | Entre en jeu à la place de Laurent Blanc à la 84e minute.     |

## Distinction individuelle et records
- Élu meilleur joueur de Division 2 en 1996

Fait partie de l'équipe de France qui dispute 19 matchs sans défaite (entre mars 1989 et le 19 février 1992)